# Phalcon
Phalcon ist ein hoch-performantes Webframework für PHP, welches auf der Model-View-Controller-Architektur (kurz MVC) aufbaut. Es steht unter der BSD-Lizenz und ist somit Open Source.

## Performance
Im Gegensatz zu den meisten anderen PHP-Frameworks ist Phalcon nicht in der Skriptsprache PHP selbst, sondern in der Programmiersprache C geschrieben und fungiert als PHP-Erweiterung. Dies wirkt sich positiv auf die Ausführ-Geschwindigkeit und die Ressourcennutzung aus, sodass Phalcon insgesamt mehr Anfragen pro Sekunde verarbeiten kann als herkömmliche Frameworks.